# East Fairview (Dakota del Norte)
East Fairview es un lugar designado por el censo ubicado en el condado de McKenzie en el estado estadounidense de Dakota del Norte. En el censo de 2010 tenía una población de 76 habitantes y una densidad poblacional de 76,62 personas por km².

## Geografía
East Fairview se encuentra ubicado en las coordenadas 47°51′12″N 104°2′9″O / 47.85333, -104.03583. Según la Oficina del Censo de los Estados Unidos, East Fairview tiene una superficie total de 0.99 km², de la cual 0.99 km² corresponden a tierra firme y (0.52%) 0.01 km² es agua.

## Demografía
Según el censo de 2010, había 76 personas residiendo en East Fairview. La densidad de población era de 76,62 hab./km². De los 76 habitantes, East Fairview estaba compuesto por el 94.74% blancos, el 0% eran afroamericanos, el 2.63% eran amerindios, el 0% eran asiáticos, el 0% eran isleños del Pacífico, el 0% eran de otras razas y el 2.63% pertenecían a dos o más razas. Del total de la población el 0% eran hispanos o latinos de cualquier raza.